# 坐知王
坐知王（ざちおう、? - 421年4月12日）は、金官伽倻の第6代の王（在位:407年 - 421年）。神王とも。父は伊尸品王、母は貞信である。王妃は福寿、息子に第7代の王である吹希王（恵王）がいる。
即位後、傭女を側室として迎え入れ、彼女の一族を多数官職に就けたために国政が乱れた。 